# اجهیل، شهرستان کینگ جورج، ویرجینیا
اجهیل (به انگلیسی: Edgehill) یک منطقهٔ مسکونی در ایالات متحده آمریکا است که در شهرستان کینگ جورج، ویرجینیا واقع شده‌است.